# 戈里察附近圣彼得
戈里察附近圣彼得（發音：[ʃɛmˈpeːtəɾ pɾi ɡɔˈɾiːtsi] ⓘ 或 [ʃəmˈpeːtəɾ pɾi ɡɔˈɾiːtsi]），是斯洛文尼亞西部圣彼得-弗尔托伊巴市镇内的城鎮及其行政中心。當地傳統上屬於斯洛維尼亞沿海地區，現在納入戈里齊亞統計區。
城鎮緊鄰意大利城市戈里齊亞（斯洛文尼亞語：Gorica，译為「戈里察」），並設有邊境口岸。在它的大部分歷史中，均與戈里齊亞有關，地名也由此而來。
自1947年以來，它一直被北邊新興城市新戈里察所吸引，並共同形成一個連續的都會區。戈里察附近圣彼得也可視為新戈里察的衛星城鎮。

## 名人
- 華達·比沙，足球運動員
- 戈蘭·西維加諾維奇，足球運動員
- 安達積·高馬斯，前足球運動員
- 蒂姆·馬塔夫茲，足球運動員
- 博魯特·巴荷，現任斯洛維尼亞總統
- 埃蒂安·維利干查，足球運動員